# Filmformat (Kinematografie)

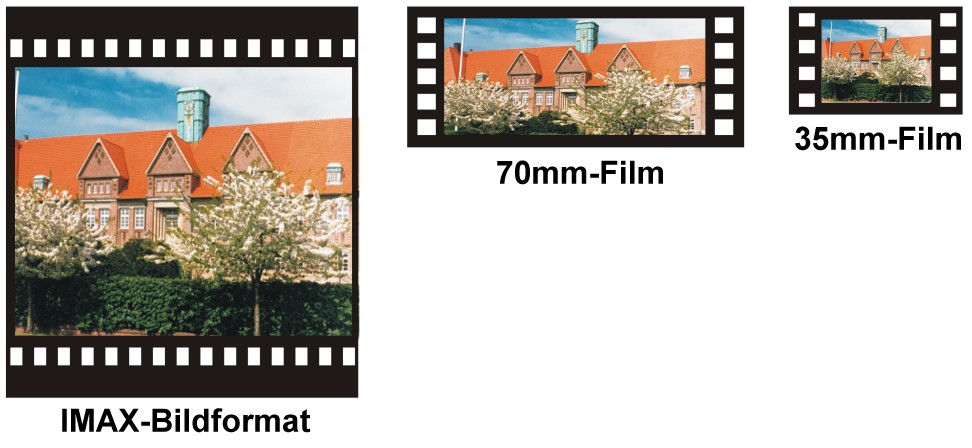
Unterschiedliche Filmformate

Filmformat bezeichnet im engeren Sinne der Filmtechnik die Breite des Rohfilmmaterials, fachsprachlich Kinefilm. Zusammen mit der Konfektionierung bestimmt es die mechanische Kompatibilität des Films mit der Kamera oder dem Projektor. In der Regel werden die genormten Formate nach ihrer Filmbreite benannt, zum Beispiel 35 mm.
Im weiteren Sinne wird unter diesem Begriff aber oft auch die Gesamtheit mit weiteren Parametern verstanden, die für die Kompatibilität eines Films mit der Apparatetechnik wesentlich sind:
- Filmlaufrichtung in Kamera beziehungsweise Projektor, vertikal oder horizontal
- Bildfrequenz in Bildern pro Sekunde
- Filmschritt, Länge bzw. Anzahl der Perforationslöcher des bei jedem Bildwechsel weitertransportierten Filmstücks
- Art der optischen Abbildung (unverzerrt oder anamorphotisch)[Anm. 1]
- Lage und Größe des Filmbildes
- Lage, Größe und Art der Tonspur

## Gebräuchliche Filmformate
Die nachfolgende Tabelle zeigt im linken Teil Filmformate für die Produktion (Kameranegativ) mit weiteren wesentlichen Parametern. Das Format für die Projektion der Vorführkopie kann davon abweichen, wie im rechten Teil der Tabelle angegeben.
„Seitenverhältnis“ meint in jedem Fall das des aufgenommenen Ausschnitts der Natur beziehungsweise des projizierten Bildes auf der Leinwand. Wenn das anamorphotische Verfahren angewendet wird, weicht das Seitenverhältnis des Filmbildes um den anamorphotischen Faktor davon ab.
| System                              | Aufnahme          | Aufnahme                 | Aufnahme                  | Aufnahme             | Aufnahme            | Aufnahme     | Bild- frequenz [fps]    | Projektion                          | Projektion                          | Einführung     | Filmbeispiel                                                          |
| System                              | Filmbreite        | Perfo- rations- schritte | Abmessung Einzelbild [mm] | Seiten- ver- hältnis | ana- morph (Faktor) | Filmlauf     | Bild- frequenz [fps]    | Filmbreite                          | Perfo- rations- schritte            | Einführung     | Filmbeispiel                                                          |
| ----------------------------------- | ----------------- | ------------------------ | ------------------------- | -------------------- | ------------------- | ------------ | ----------------------- | ----------------------------------- | ----------------------------------- | -------------- | --------------------------------------------------------------------- |
| Normal 8                            | 8 mm              | 1-perf                   | 4,9 × 3,6                 | 1,33:1               | -                   | vertikal     | 16, 18, 24, 25 (3¾ ips) | 8 mm                                | 1-perf                              | 1932           |                                                                       |
| Super 8, Single 8                   | 8 mm              | 1-perf                   | 5,69 × 4,22               | 1,33:1               | -                   | vertikal     | 18, 24, 25              | 8 mm                                | 1-perf                              | 1965           |                                                                       |
| 9,5 mm                              | 9,5 mm            | 1-perf                   | 8,5 × 6,5                 | 1,33:1               | -                   | vertikal     | 16, 18, 24              | 9,5 mm                              | 1-perf                              | 1922           |                                                                       |
| 16 mm                               | 16 mm             | 1-perf                   | 10,05 × 7,42              | 1,33:1               | -                   | vertikal     | 18, 24                  | 16 mm                               | 1-perf                              | 1923           | Rätsel der Urwaldhölle (1938)                                         |
| Super 16                            | 16 mm             | 1-perf                   | 12,35 × 7,42              | 1,67:1               | -                   | vertikal     | 24                      | Blow-up auf 35 mm                   | 4-perf                              | 1970           | Following (1998)                                                      |
| 35 mm (Stummfilm)                   | 35 mm             | 4-perf                   | 24 × 18                   | 1,33:1               | -                   | vertikal     | variabel                | 35 mm                               | 4-perf                              | 1893           | Metropolis (1927)                                                     |
| 35 mm                               | 35 mm             | 4-perf                   | 22 × 18                   | 1,22:1               | -                   | vertikal     | 24                      | 35 mm                               | 4-perf                              | frühe Tonfilme | M (1930)                                                              |
| 35 mm Academy                       | 35 mm             | 4-perf                   | 22 × 16                   | 1,37:1               | -                   | vertikal     | 24                      | 35 mm                               | 4-perf                              | 1932           | Casablanca (1942)                                                     |
| 35 mm Breitbild (1,67)              | 35 mm             | 4-perf                   | 21,95 × 13,17             | 1,67:1               | -                   | vertikal     | 24                      | 35 mm                               | 4-perf                              | 1952           | Shane (1956)                                                          |
| 35 mm Breitbild (1,85)              | 35 mm             | 4-perf                   |                           | 1,85:1               | -                   | vertikal     | 24, 25                  | 35 mm                               | 4-perf                              |                | Psycho (1960)                                                         |
| 35 mm anamorph                      | 35 mm             | 4-perf                   |                           | 2,35:1               | × 2,0               | vertikal     | 24                      | 35 mm anamorph                      | 4-perf                              | 1953           | The Robe (1953)                                                       |
| Super 35 4-perf                     | 35 mm             | 4-perf                   | 23,66 × 17,78             | 1,33:1               | -                   | vertikal     | 24                      | diverse                             | diverse                             |                |                                                                       |
| Super 35 3-perf                     | 35 mm             | 3-perf                   |                           | 1,67:1               | -                   | vertikal     | 24                      | diverse                             | diverse                             |                | Titanic (1997), Abyss (1989)                                          |
| Maxivision                          | 35 mm             | 3-perf                   | 22 × 14,2                 | 1,55:1               | -                   | vertikal     | 24, 48                  | 35 mm                               | 3-perf                              | 1999           |                                                                       |
| Techniscope                         | 35 mm             | 2-perf                   | 22 × 9,47                 | 2,35:1               | -                   | vertikal     | 24                      | 35 mm anamorph                      | 4-perf                              | 1963           | Keoma (1976)                                                          |
| VistaVision                         | 35 mm             | 8-perf                   | 37,72 × 25,17             | 2,00:1               | –                   | hori- zontal | 24                      | 35 mm + 70 mm                       | 35 mm + 70 mm                       | 1954           | Vertigo (1958)                                                        |
| Technirama                          | 35 mm             | 8-perf                   | 38,0 × 25,2               | 2,25:1               | × 1,5               | hori- zontal | 24                      | 35 mm + 70 mm (Super Technirama 70) | 35 mm + 70 mm (Super Technirama 70) | 1956           | Spartacus (1960)                                                      |
| Cinerama                            | 3× 35 mm parallel | 6-perf                   |                           | 2,75:1               | -                   | vertikal     | erst 26, später 24      | Cinerama, 70 mm                     | 5-perf                              | 1952           | How the West Was Won (1962)                                           |
| Cinemiracle                         | 3× 35 mm parallel | 6-perf                   |                           | 2,75:1               | -                   | vertikal     | 24                      |                                     |                                     |                | Windjammer                                                            |
| 55 mm                               |                   |                          |                           |                      |                     | vertikal     | 24                      |                                     |                                     | 1955           | Der König und ich (1956)                                              |
| Super Panavision 70                 | 65 mm             | 5-perf                   | 52,2 × 23,0               | 2,27:1               | -                   | vertikal     | 24                      | 35 mm + 70 mm                       | 35 mm + 70 mm                       |                | 2001: A Space Odyssey (1968)                                          |
| Todd-AO                             | 65 mm             | 5-perf                   | 52,2 × 23,0               | 2,27:1               | -                   | vertikal     | 24, 30                  | 35 mm + 70 mm                       | 35 mm + 70 mm                       | 1955           | Oklahoma! (1955)                                                      |
| Showscan                            | 65 mm             | 5-perf                   | 52,2 × 23,0               | 2,27:1               | -                   | vertikal     | 60                      | 70 mm                               | 5-perf                              |                | diverse "Ride"-Shows                                                  |
| Dimension 150                       | 65 mm             | 5-perf                   | 52,2 × 23,0               | 2,27:1               | -                   | vertikal     | 24                      |                                     |                                     | 1966           | Patton – Rebell in Uniform (1970)                                     |
| Ultra Panavision 70 (MGM Camera 65) | 65 mm             | 5-perf                   | 52,2 × 23,0               | 2,76:1               | × 1,25              | vertikal     | 24                      | 35 mm + 70 mm                       | 35 mm + 70 mm                       | 1957           | Ben Hur (1959), The Hallelujah Trail (1965), The Hateful Eight (2015) |
| IMAX                                | 65 mm             | 15-perf                  | 71,0 × 52,2               | 1,33:1               | -                   | hori- zontal | 24                      | 70 mm                               | 15-perf                             | 1967           | The Dark Knight (2008)                                                |
| IMAX HD                             | 65 mm             | 15-perf                  | 71,0 × 52,2               | 1,33:1               | -                   | hori- zontal | 48                      | 70 mm                               | 15-perf                             |                |                                                                       |
| DEFA 70                             | 70 mm             | 5-perf                   | 52,2 × 23,0               | 2,27:1               | -                   | vertikal     | 24                      | 35 mm + 70 mm                       | 35 mm + 70 mm                       | 1968           | Signale – Ein Weltraumabenteuer (1970)                                |

## Ergänzende Bestandteile von Filmformaten
Nicht Bestandteil, aber verknüpft mit den Filmformaten sind die „Handhaben“. Dazu gehören Filmkassetten und Filmlader zur Aufnahme des Films. Kassetten sind Einwegartikel, Lader können immer wieder verwendet werden. Das Super-8-Format ist untrennbar mit einer Wegwerfkassette verbunden, ebenso Single-8. Typische Filmlader sind bekannt beim Filmformat 9,5 mm und beim 16-mm-Film (Bell-&-Howell-Eastman-Kodak-Autoload, 50 Fuß). Daneben gibt es Spulen und Filmkerne als Wickelkörper für jedes Filmformat.